# Дубровник
Дубро́вник (хорв. Dubrovnik, до 1918 года — Рагу́за, итал. Ragusa) — город в Хорватии, административный центр Дубровницко-Неретванской жупании.
Население — 42,6 тысячи человек (2011). Расположен на юге Далмации, на берегу Адриатического моря. Подвержен землетрясениям.
Морской порт, международный аэропорт Дубровник. Морской курорт. Старый город на обрывистом мысу над морем окружён крепостными стенами, состоит из каменных построек XIV—XVIII веков, отнесён к объектам Всемирного наследия ЮНЕСКО.
Основан в VII веке. С 1358 года под латинским названием Рагуза — столица Дубровницкой республики. «Славянские Афины» — один из центров развития сербской и хорватской культуры и языка, а также ныне вымершего далматинского языка. В 1808 году как провинциальный город вошёл в состав Иллирийских провинций Франции. С 1815 года — в австрийском королевстве Далмация. В 1918—1941 годах входил в состав Королевства Югославия, в 1941 и 1943—1945 — в состав усташской Хорватии, в 1941—1943 — в состав Италии, в 1945—1991 — в состав социалистической Югославии.

## Название города

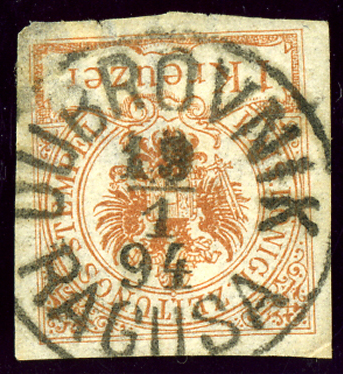
Дубровник—Рагуза на марке 1894 года

Латинское название города, закрепившееся до сих пор в итальянском языке, — Рагуза (лат. Ragusa, а также Ragusium) — происходит от названия адриатического острова, на котором было основано первое поселение беженцев из Эпидавра (современный Цавтат), которые оставили свой город не то под давлением аваро-славянского нашествия, не то после разрушительного землетрясения 649 года. Напротив островной Рагузы, на материке, у подножия горы Срдж, в том же VII веке возникло славянское поселение, под названием Дубрава (в честь окружающих дубовых рощ), впоследствии трансформировавшееся в Дубровник. Постепенно оба поселения срослись в одно, а разделявшая их протока была осушена и на её месте возникла центральная улица города — Страдун.
На протяжении веков оба названия параллельно употреблялись в повседневной речи: Рагузой город, как правило, называли потомки романского населения, Дубровником — южные славяне. Однако, в официальном делопроизводстве, город очень долго именовался исключительно Рагузой, несмотря на то, что романский по происхождению далматинский язык, на котором говорили беженцы из Эпидавра, практически исчез из употребления ещё в XVI веке. Причины этого заключены в том, что исторически официальным языком здешних мест вплоть до середины XV века оставалась латынь, а позднее — итальянский язык. Впервые Дубровник под своим славянским именем упоминается в «Повелье бана Кулина» — грамоте боснийского бана Кулина от 1189 года, а официально славянское имя «Дубровник» стало употребляться лишь с 1918 года, в связи с освобождением южнославянских земель от австрийского владычества.

## История

### VII—XIV века
В VII веке на небольшом островке возле побережья, получившем название Лаус-Лаве (с греч. — «скала») за свой скалистый южный берег, было основано поселение, о существовании которого в качестве города упоминается между 667 и 670 годами в «Космографии» Анонима из Равенны: «Epidaurum id est Ragusium» («Эпидаурум и есть Рагузиум»). Возможно, подразумевалось, что поселение на острове, с прибытием на него беженцев из Эпидавра Иллирийского, выросло в город. До этого поселенцы жили на каменистой возвышенности, носящей ныне название Каштио, а позднее обустроились вокруг и ниже первоначального поселения.
Из летописей известно, что среди эпидаврских беженцев находился епископ Иоанн. По его требованию и по нуждам его церкви, на новом месте был воздвигнут собор Святого Петра. Его остатки были обнаружены при раскопках у стен первого, древнего поселения.
В ранний период истории население города было смешанного, романо-славянского происхождения, и говорило, видимо, на далматинском языке. Античное влияние проявилось в формировании полисного строя, а также в быстрой христианизации по римскому образцу. Уже в 910 году в городе была основана католическая епархия, получившая в 1120 году статус архиепархии.
Основным доступом к острову с берега был мост, ведущий к крепости, возведённой в 972 году. На месте западного входа в крепость ныне расположены «Врата Пила».
С VII по X век Рагуза находилась под властью Византии, сохраняя определённую самостоятельность в общественной и политической жизни. В IX веке город сумел противостоять длительной осаде сарацин и в память об этом был воздвигнут монумент Орландо — символ победы. На нынешнее место монумент был перенесён в XV веке.
В 1000 году Рагуза принесла присягу на верность Венеции в лице дожа Пьетро Орсеоло. В 1081—1085 годах горожане были вассалами герцога Роберта Гвискара.
В XII веке протока, отделявшая остров от берега, была засыпана и на её месте протянулась центральная улица города — Страдун. Окружавшая город длинная каменная стена неоднократно перестраивалась в течение XI—XVII веков.
В течение следующих веков город развивал морскую и сухопутную торговлю по всему Балканскому полуострову, вплоть до берегов Чёрного моря и Константинополя. Особое значение имели торговые связи с соседними славянскими княжествами — Сербией, Боснией и Болгарией, в которых купцы Рагузы имели право свободной торговли и некоторые монополии на добычу полезных ископаемых (прежде всего, соли и драгоценных металлов).
Начиная с XII века городом управлял выборный князь. В этот же период происходило складывание городской коммуны и органов коммунального управления: Большого и Малого советов, князя-приора. С ослаблением Византии и усилением в регионе Венеции и нормандцев Южной Италии самостоятельность Рагузы быстро укреплялась.

### Венецианское господство (1205—1358)
В 1205 году Дубровник вновь был оккупирован Венецией, которая контролировала город в течение 150 лет. Князь Дубровника, а также члены Большого совета теперь назначались и подчинялись Венецианской республике. Епископ Рагузы также проходил утверждение в Венеции. Однако к этому времени город уже сформировался как аристократическая республика, в которой ни венецианский дож, ни патриарх Венеции не были способны ограничить растущую мощь национальной аристократии и учреждений самоуправления.

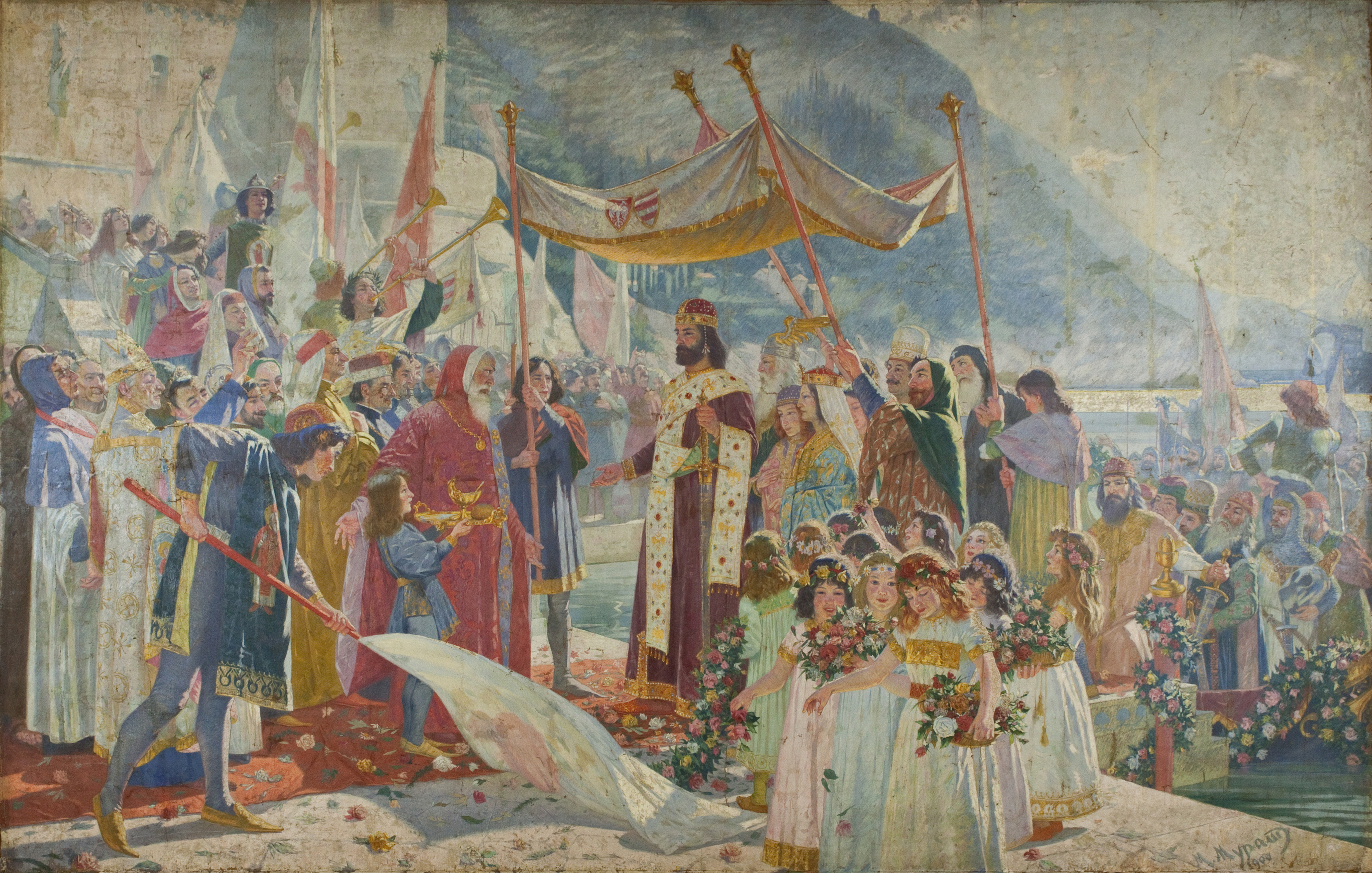
Царь Душан в Дубровнике

В период венецианского господства Рагуза стала важным поставщиком кож, воска, серебра и прочих металлов для Венеции, где товары из Дубровника были освобождены от таможенных пошлин. Более того, город получил защиту от Венеции, в обмен же Венеция использовала его как морскую базу в южной Адриатике. Одновременно усиливались экономические позиции дубровницких купцов на Балканах. Поселения дубровчан возникли во всех крупных городах Балканского полуострова, причём эти колонии пользовались правами внутреннего самоуправления. Венецианское влияние особенно сильно проявилось в закреплении олигархической системы управления Рагузой по образцу Венеции: в 1235 году был закрыт доступ в Большой совет коммуны, что резко отделило сословие нобилей, получившее монополию на власть в городе, от общей массы горожан-пополанов.
К этому времени было введено новое законодательство и новая система управления: князь — Малое вече — Большое вече — Совет назначенных (Сенат). Законодательство вступило в силу в 1235 году. Управление государством было долгом, правом и общей заботой патрициев. Глава государства — князь — выбирался на 1 месяц и не мог быть вновь избранным последующие 2 года. Избирался князь сенатом, считался первым среди равных, но не обладал абсолютной властью. Малое вече состояло из 11 членов и являлось исполнительной властью Сената и Большого вече. Все мужчины патрицианских семей по достижении 18-летнего возраста становились пожизненными членами Большого веча. Большое вече каждый год избирало членов Малого веча и Сената, выносило решения по налогообложению, изменениям в конституции и т. п..
Территория Дубровника постепенно увеличивалась: в середине XIII века к городу был присоединён остров Ластово, в 1333 году у Сербии был приобретён Пелешацкий полуостров, а в 1345 году был присоединён остров Млет. В январе 1348 года в Дубровнике произошла вспышка чумы.

### Дубровницкая республика (1358—1808)
К середине XIV века в Дубровнике была сформирована аристократическая республика. Именно в эти годы произошла смена наименования города: Дубровницкая коммуна (лат. Communitas Ragusina) стала Дубровницкой республикой de jure: (лат. Respublica Ragusina). Во времена республики город достиг пика своей славы, в эти годы сформировался архитектурный облик города, происходило бурное развитие славянской науки и искусства, за что Дубровник зачастую называли «Славянскими Афинами». Несмотря на формальное подчинение различным государствам, Дубровницкая республика, вплоть до своего упразднения в 1808 году, была фактически независимой державой, игравшей важную роль в международной торговле на Адриатике и на Балканском полуострове. Девиз республики: «Свобода или смерть!».
В 1358 году, после поражения Венеции от венгерского короля Лайоша I Великого, Дубровник признал сюзеренитет Венгрии. Итоговое соглашение между Лайошем I и архиепископом Джованни Саракой (итал. Giovanni Saraca) было достигнуто 27 июня 1358 года в Вышеграде. Влияние венгерских королей, практически не имевших флота, на Республику было крайне незначительным, фактически вся полнота власти сконцентрировалась у местных нобилей. Венеция не оставляла попыток вернуть Дубровник под свой контроль, но даже после венецианского завоевания Далмации в 1411 году Дубровницкая республика оставалась независимой. Освобождение из-под власти Венеции способствовало бурному росту морской торговли, а также повышению значения города как ремесленного центра. По уровню развития ремесла Дубровник — единственный из далматинских городов — не уступал итальянским коммунам.
В 1399 году к территориям республики было присоединено Дубровницкое приморье — местность между городом и полуостровом Пелешац. Более того, между 1419 и 1426 годами к владениям республики были добавлены территории возле Конавле, включающие город Цавтат. За приобретённые земли, а также за право свободной торговли в Сербии и Боснии, Дубровник уплачивал ежегодную дань, в том числе Святодмитровскую подать, Стонский и Конавльский доходы.
С конца XIV века усилилась угроза для существования Дубровницкой республики со стороны Османской империи. В 1397 году, когда турки были ещё далеко от её границ, было подписано первое коммерческое соглашение с султаном Баязидом I и, таким образом, обеспечена свободная торговля с Османской империей. Республика в 1458 году признала себя вассалом Порты и обязалась платить ежегодную дань в размере 12 500 дукатов (с 1481 года) Интересно, что эта сумма почти полностью покрывалась прибылями от добычи высококачественной соли в Стоне на полуострове Пелешац. Дубровник был единственной христианской страной в Европе того времени, получившей такие выгодные торговые привилегии (они не были аннулированы даже в период сражений между христианами и Османской империей). В этот период происходила массовая миграция в город славянского населения, бежавшего от турецкой власти. Это привело к вытеснению далматинского языка и романского элемента в национальном составе населения республики, хотя официальным языком оставался итальянский — язык узкой правящей олигархии нобилей.
Наивысший расцвет Республики пришёлся на XV—XVI века, когда она умело балансировала между соперничающими Венецией и Османской империей, сохраняя фактическую независимость и ведя выгодную торговлю в Средиземноморье. Дубровник стал основным торговым каналом Османской империи на Адриатике, а поселения дубровчан в турецких городах на Балканах фактически монополизировали торговлю в этом регионе. Поддерживая политику нейтралитета в войнах европейских государств с турками, Дубровник с успехом расширял свои торговые связи. Во всех крупных портах Средиземноморья были созданы постоянные представительства Республики. Торговый флот Дубровника в период между 1580 и 1600 годами насчитывал более 200 парусников. Бороздят любые воды Корабли сынов свободы! — писал дубровницкий поэт Мавро Ветранович. Дубровник стал, наряду с Генуей, главным соперником Венеции на Средиземном море и Адриатике. Одновременно он был и видным культурным центром — здесь жило множество поэтов, писателей, художников и учёных, в числе прочих стоит назвать известного драматурга Марина Држича (1508—1567) и поэтов Ивана Гундулича (1589—1638) и Ивана Бунича Вучича (1591/92—1658), Дуро Ферич (1739—1820) .

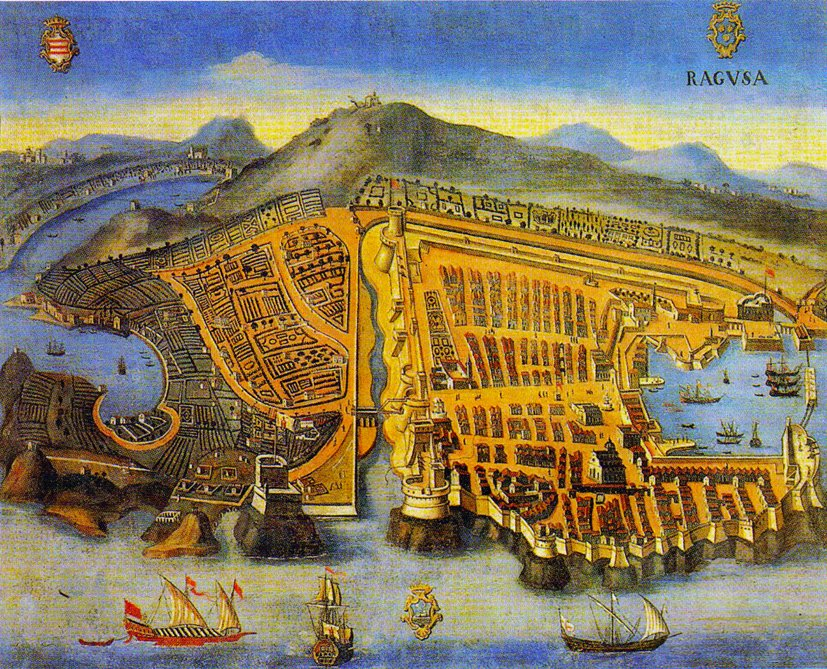
Рагуза в 1667 году

6 апреля 1667 года в Дубровнике произошло разрушительное землетрясение, унёсшее жизни более чем пяти тысяч жителей, включая главу Республики — ректора (князя). Большинство городских зданий, построенных в ренессансном и готическом стилях дворцы, монастыри и церкви, было разрушено. Нетронутыми стихией остались лишь мощные стены города, а также Палаццо Спонца и фасад Дворца ректора. Постепенно город был восстановлен: использовались многие оригинальные чертежи, однако создавались и абсолютно новые здания, как правило, в более сдержанном барокко. В годы восстановления был по большей части сформирован современный облик Дубровника.
С конца XVI века начался неуклонный упадок Республики, вызванный перемещением торговых путей в Атлантический океан и ростом конкуренции со стороны французских, голландских, английских и греческих купцов. Одновременно резко обострились отношения с Венецией, возобновившей попытки захвата Дубровника. В результате ориентация Дубровника на Османскую империю ещё более усилилась и страна стала самым верным союзником турок в Европе. В XVIII веке экономика Дубровницкой республики оказалась в тяжелейшем кризисе: почти полностью прекратилась предпринимательская и торговая деятельность на Балканах, некоторое значение сохранила лишь перевозка иностранных грузов по Адриатике. В 1775 году в Дубровнике открылось российское консульство. Политический строй оставался неизменным до самого падения Республики.
Начиная с XIII века город ни разу не был взят штурмом, несмотря на многочисленные осады. Только в 1806 году в город вошли французские войска, а через два года Республика была упразднена.

### В составе Французской империи (1808—1813)
В 1808 году Дубровницкая республика в результате аннексии Францией прекратила своё более чем четырёхвековое существование и в 1809 году, согласно Шёнбруннскому договору, была включена в состав Иллирийских провинций — территории, созданной в восточной Адриатике на завоёванных Наполеоном землях. Отныне город стал административным центром Дубровницко-Которской провинции, возглавляемой маршалом Огюстом Мармоном, получившим титул герцога Рагузского. В период французского господства была ликвидирована олигархическая политическая структура Дубровника, введено равенство граждан перед законом и кодекс Наполеона, разрешено использование хорватского языка в официальной переписке. Однако экономика города продолжала находиться в упадке, более того, французские контрибуции и резко возросшие налоги сильно подорвали благосостояние граждан. В результате, когда в город в 1813 году вошли австрийские войска, они были тепло встречены дубровчанами.

### Австрийское господство (1814—1918)

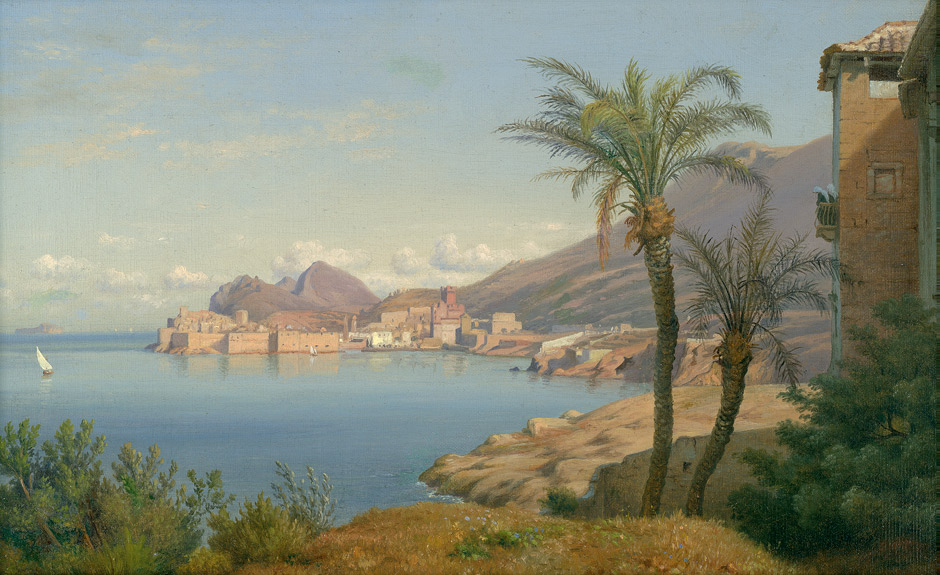
Рагуза в 1852 году

Дальнейшая история Дубровника мало отличалась от истории остальной Далмации. После падения Первой империи в 1814 году город согласно заключительному акту Венского конгресса вошёл в состав Австрийской империи. Дубровник был включён в австрийскую коронную землю Королевство Далмация. Реформы Наполеона были отменены, официальным языком стал вновь итальянский. Установление австрийской власти не способствовало оживлению экономики города, сохранялась его обособленность от остальных частей империи и балканских рынков. В отличие от других далматинских городов, в Дубровнике итальянская буржуазия была слаба, а славянская интеллигенция, наоборот, имела большое влияние и сильные культурные традиции. Это привело к тому, что именно Дубровник стал центром движения за воссоединение с Хорватией и провозглашение хорватского языка официальным. Во время революции 1848—1849 годов славяно-итальянские отношения в Далмации обострились. Дубровницкий муниципалитет поддержал решение Хорватского сабора о присоединении Далмации к Хорватии, тогда как власти других далматинских городов высказались резко против.
Большое значение для развития хорватского национального движения в Далмации имело издание в Дубровнике газеты «Аввенире» (итал. L'Avvenire — «Будущее», под редакцией Ивана Августа Казначича), в которой была опубликована программа движения иллиризма: федерализация Австрийской монархии, присоединение Далмации к Хорватии и славянское братство. В то же время начали издаваться и другие газеты и журналы на хорватском языке, пропагандирующие общность южных славян и требующие введения хорватского языка в школах и администрации. Во многом благодаря активной деятельности дубровницких либералов 2 сентября 1848 года император утвердил декрет о введении обучения на родном языке в начальных школах в Далмации и второго языка в качестве обязательного предмета в средних. Однако в Октроированной конституции 1849 года требования далматинских хорватов учтены не были: Далмация получила самоуправление, однако осталась отдельной провинцией империи.
Новый подъём национального движения в Дубровнике пришёлся на период осторожных реформ в Австрийской империи в 1860—1861 годов. В городе прошли манифестации в поддержку объединения Далмации и Хорватии в единое автономное королевство с собственным парламентом. В этих выступлениях дубровчан поддержали жители Котора, была сформирована совместная которско-дубровницкая делегация, которая должна была встретиться с императором. Однако реформы провалились, а в 1867 году было заключено Австро-венгерское соглашение, в соответствии с которым империя преобразовывалась в двуединую монархию Австро-Венгрию, причём Хорватия отходила к венгерской части, а Далмация с Дубровником оставались в составе австрийской Цислейтании.
В конце XIX века национальное движение несколько ослабло. На первый план вышли экономические проблемы: Далмация оставалась одной из самой отсталых провинций Австро-Венгрии, здесь практически не было промышленности, а после оккупации Боснии и Герцеговины её экономика и пути сообщения были переориентированы на Австрию, что подорвало традиционные связи Дубровника с этой областью. Некоторое значение сохраняло лишь судостроение, причём флот Дубровника был крупнейшим среди далматинских городов. Однако и он постепенно терял свои позиции, не выдерживая конкуренции с «Австрийским Ллойдом», крупнейшим пароходством Австро-Венгрии, базирующимся в Триесте.

### Югославия

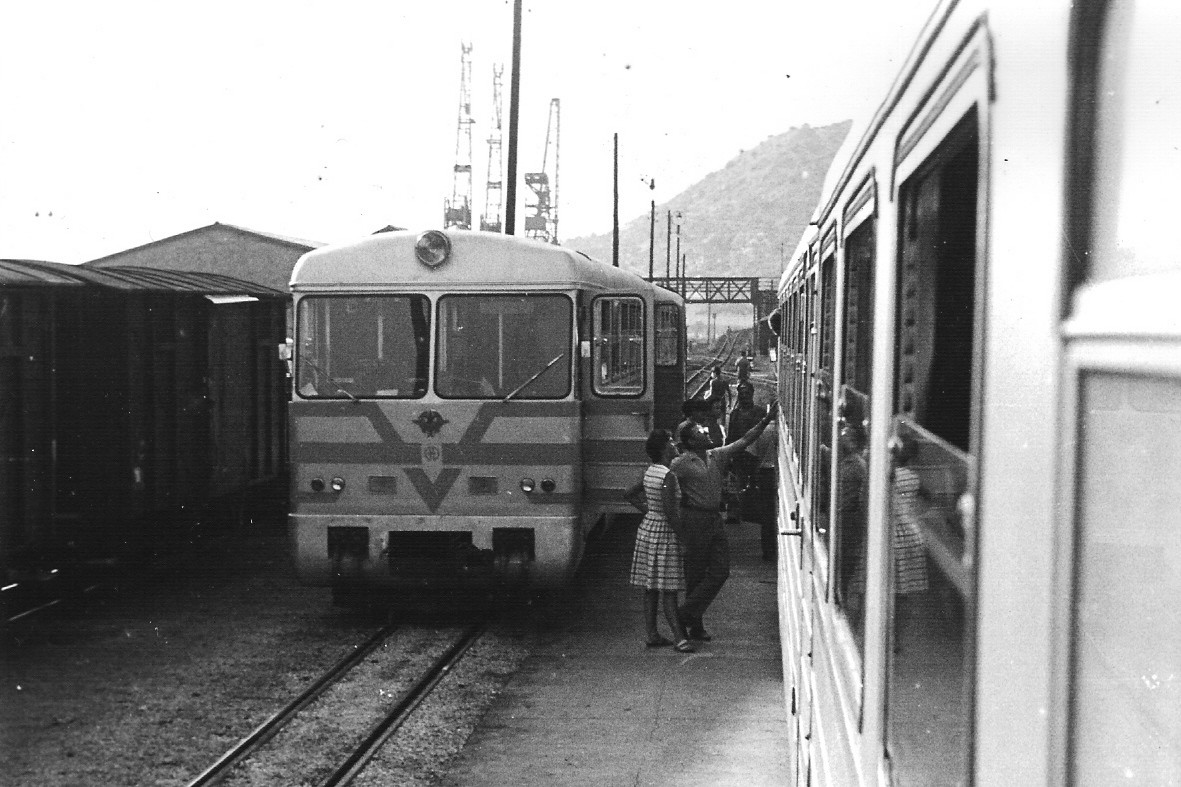
Железнодорожный вокзал на линии '

В 1918 году, по окончании Первой мировой войны, произошёл распад Австро-Венгрии. Дубровник вместе с остальной Далмацией вошёл в состав Государства Словенцев, Хорватов и Сербов, провозгласившего независимость 29 октября 1918 года. Новая страна просуществовала недолго: 1 декабря она объединилась с Королевством Сербия, сформировав таким образом Королевство сербов, хорватов и словенцев (с 6 января 1929 года — Королевство Югославия). В 1918 году произошло ещё одно знаменательное событие: смена названия города. Прежняя Рагуза стала официально именоваться Дубровником — славянским названием, известным на протяжении нескольких столетий и употреблявшимся в повседневной речи местным населением.
После Октябрьской революции 1917 года и гражданской войны в России Дубровник стал одним из очагов Русской эмиграции.
При эвакуации Русской армии Врангеля из Крыма в 1920 году Дубровник являлся одним из главных мест прибытия русских военных и беженцев для дальнейшего расселения по Югославии. На берегу был оборудован лагерь беженцев. Русские эмигранты любили посещать Равелин (местная крепость или замок), старый город и другие интересные места, которые русские запечатлели на фотографиях. Сохранилась коллекция снимков Дубровника, сделанная русскими беженцами в 1920 году.
В 1929—1939 годах, в результате проведённой в королевстве территориальной реформы, Дубровник входил в состав Зетской бановины, которая объединила земли, населённые черногорцами, боснийцами, сербами и хорватами на территории современной Черногории и окружающих её местностей. В 1939 году город был отнесён к образованной в этом же году Хорватской бановине, где оставался вплоть до 1941 года — времени распада Королевства Югославия.
10 апреля 1941 года Дубровник стал одной из первых составных частей вновь провозглашённого Независимого хорватского государства (НДХ), но уже 18 мая 1941 года согласно Римским соглашениям был аннексирован Италией. Дубровник был под контролем НДХ и усташей, которыми командовал Иво Ройница. 1 июля 1941 года усташи вывели из дубровницкой тюрьмы 9 сербов. Утром 2 июля они были жестоко убиты.
После падения режима Муссолини в 1943 году Римские соглашения были денонсированы, и город снова вернулся в состав Хорватии, будучи теперь оккупирован немецкими войсками. В октябре 1944 года город перешёл в руки югославских партизан. В 1945 году Дубровник стал частью социалистической Югославии, а Конституцией 1946 года он был отнесён к созданной Хорватской Народной Республике.
В 1979 году произошло важное для культуры Дубровника событие — территория Старого города была включена в Список объектов Всемирного наследия ЮНЕСКО. Это определило современное положение Дубровника как города-музея и важнейшей туристической достопримечательности Хорватии.

### Независимая Хорватия

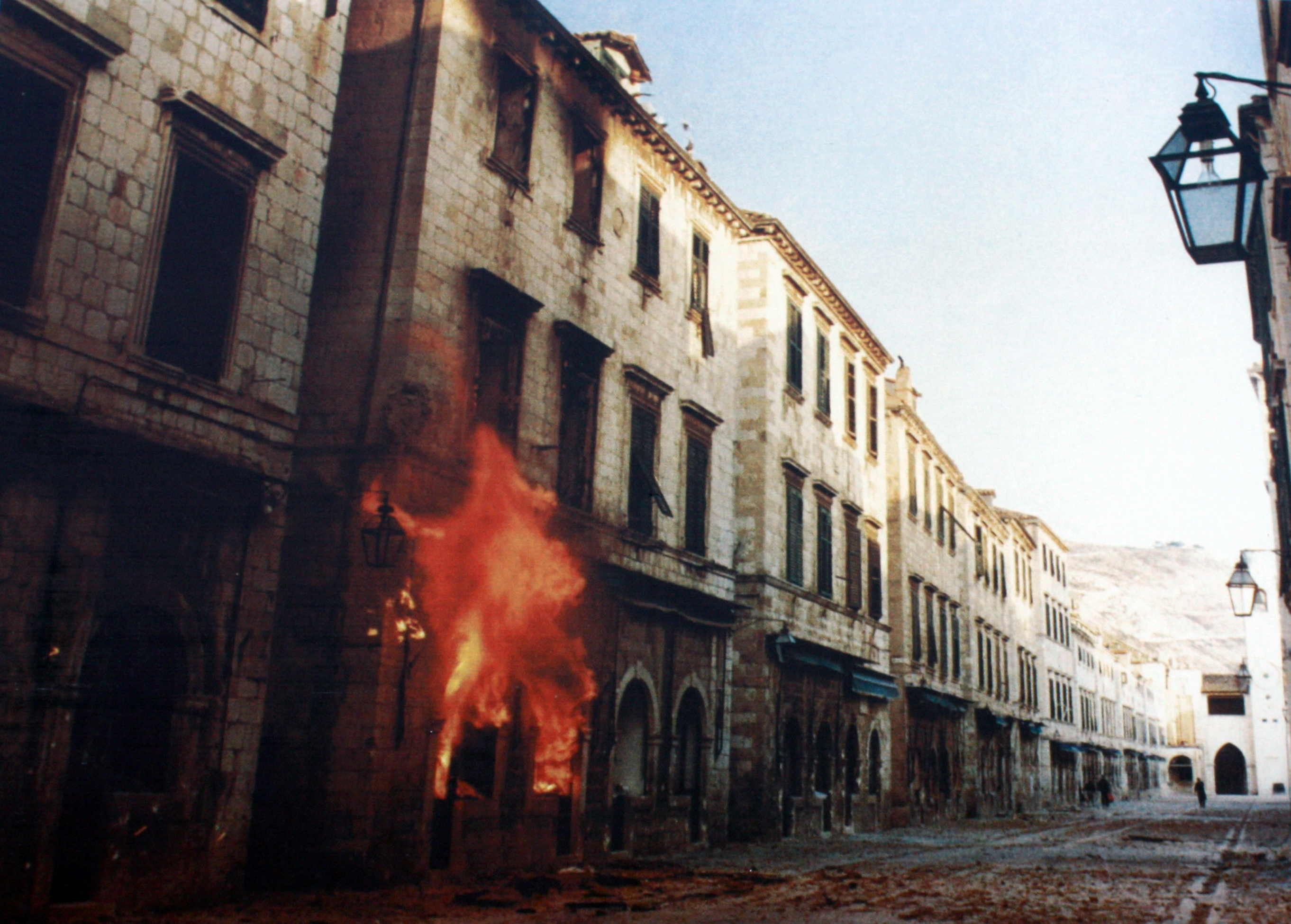
Дубровник во время войны

Распад Югославии стал тяжёлым испытанием для города. Провозглашение Хорватией 25 июня 1991 года независимости и последующая за этим война привели к одной из самых драматичных страниц в истории Дубровника. 1 октября 1991 года части Югославской Народной Армии (ЮНА) окружили город и начали его бомбардировку, продолжавшуюся до мая 1992 года, несмотря на то, что исторический центр Дубровника ещё в 1970 году был демилитаризован. 4 октября части ЮНА блокировали Дубровник с суши и с моря. 15 октября, после захвата Цавтата, силами ЮНА была провозглашена непризнанная Дубровницкая республика. Министр информации Хорватии Бранко Салай сказал в интервью компании BBC: Хорватия поставлена в трудные условия, но будет сражаться, ибо нации нечасто предоставляется возможность добиться независимости! Оставить Дубровник — значит, оставить часть самих себя, своей души. Это — невосполнимая потеря!
Самая сильная атака пришлась на 6 декабря 1991 года, когда за один день было убито 14 жителей города и ранено 60. Всего за месяцы бомбардировок в Дубровнике, согласно данным хорватского отделения организации Красного Креста, число погибших составило 114 человек. Кроме человеческих жертв, итогом войны стало разрушение и повреждение многих исторических памятников.
В мае 1992 года югославы прекратили временно обстрел Дубровника, что привело к концу существования никем не признанной Дубровницкой республики. Но 29 мая 1992 года ЮНА вновь с суши и с моря обстреляла город. 15 гранат упали в историческом центре. 30 мая обстрел Дубровника продолжился со стороны аэродрома Чилипи и из соседней Герцеговины.
14 апреля 1995 года Дубровник обстреляли боснийские сербы. 12 снарядов разорвались на территории аэропорта, было разрушено несколько зданий, повреждена взлётная полоса. 13 августа 1995 года обстрел повторился, 16 дубровчан получили ранения. 17 августа боснийские и герцеговинские сербы заняли два населённых пункта на подступах к Дубровнику и со взятых высот обстреливали город. 18—22 августа происходила артиллерийская дуэль: сербы обстреливали Дубровник, хорваты — Требинье (известное «соколиное гнездо» герцеговинских сербов).
По окончании войны хорватские власти, совместно с ЮНЕСКО, приступили к проекту восстановления Дубровника. К 1998 году 80 % исторических зданий были отреставрированы. Полностью же масштабные работы были завершены в 2005 году. В память о жертвах войны на вершине горы Срдж (хорв. Srđ), места, с которого вёлся обстрел города, был установлен поминальный крест.
Обретение Хорватией независимости и начавшийся процесс интеграции в европейские институты способствовали увеличению числа туристов, посещающих Дубровник. В нём появились новые гостиницы, проводится реконструкция старых.
В 2007 и 2012 годах окрестности Дубровника сильно пострадали от лесных пожаров. 23 ноября 2010 года в Дубровнике случилось небывалое наводнение: Страдун вновь на какое-то время стал проливом.

## Климат
Климат субтропический. С мая по октябрь по-летнему тепло или жарко, зима относительно тёплая. Среднегодовое количество осадков — 1037 мм, максимум осадков приходится на конец года.
| Показатель                                       | Янв. | Фев. | Март | Апр. | Май  | Июнь | Июль | Авг. | Сен. | Окт. | Нояб. | Дек. | Год  |
| ------------------------------------------------ | ---- | ---- | ---- | ---- | ---- | ---- | ---- | ---- | ---- | ---- | ----- | ---- | ---- |
| Средний суточный максимум, °C                    | 12,2 | 12,3 | 14,4 | 16,9 | 21,3 | 25,2 | 28,3 | 28,7 | 25,4 | 21,4 | 16,6  | 13,3 | 19,7 |
| Средняя температура, °C                          | 9,0  | 9,5  | 11,5 | 14,5 | 17,5 | 23,0 | 26,0 | 26,0 | 20,5 | 17,5 | 13,0  | 10,0 | 16,6 |
| Средний суточный минимум, °C                     | 6,5  | 6,4  | 8,5  | 10,9 | 15,2 | 18,8 | 21,5 | 21,7 | 18,7 | 15,2 | 10,8  | 7,8  | 13,5 |
| Норма осадков, мм                                | 95   | 89   | 98   | 91   | 76   | 49   | 24   | 59   | 79   | 110  | 142   | 125  | 1037 |
| Температура воды, °C                             | 16   | 15   | 15   | 16   | 18   | 22   | 25   | 26   | 25   | 23   | 20    | 18   | 20   |
| Источник: worldweather.org, Туристический портал |      |      |      |      |      |      |      |      |      |      |       |      |      |

## Транспорт

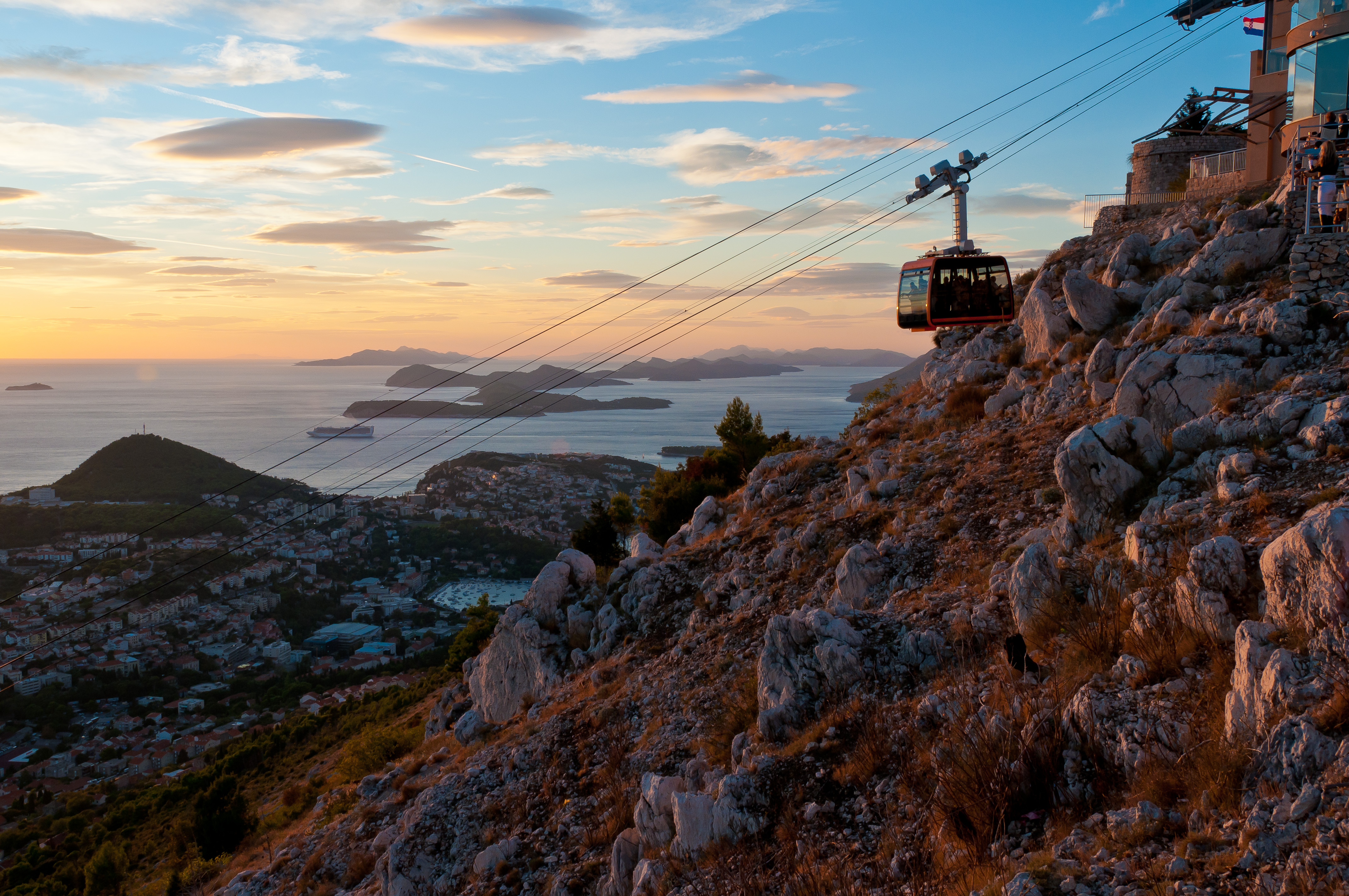
Дубровницкая канатная дорога

Дубровник расположен на юго-восточной оконечности Хорватии. Автомобильное сообщение с остальной территорией страны осуществляется по Адриатическому шоссе (хорв. Jadranski put), пересекающему всё побережье страны. Налажено автомобильное сообщение с прилегающими странами: с Черногорией сообщение осуществляется также по Ядранскому пути.
Железнодорожное сообщение в настоящее время отсутствует. Ранее в Дубровнике был вокзал разветвлённой сети узкоколейных дорог Боснии и Герцеговины. После закрытия движения вокзал был перестроен в автовокзал.
Автобусное сообщение связывает Дубровник со всеми крупными городами Хорватии и Боснии и Герцеговины, а также некоторыми городами Черногории и Сербии. Автовокзал расположен около порта.
С 1910 по 1970 года в городе действовала трамвайная сеть.
Морской порт Дубровника способен принимать крупные суда. Существует регулярное паромное сообщение с Риекой, Сплитом, Элафитскими островами и островом Млет.
В 20 километрах к юго-востоку от Дубровника, возле деревни Чилипи, расположен международный аэропорт. В 2005 году, впервые после 1990-го, численность пассажиропотока превысила 1 миллион человек.

## Культура
См. также статью Дубровницкий диалект
Среди многочисленных культурных и научных институтов следует назвать театр Марина Држича, Симфонический оркестр Дубровника, Художественную галерею, Университетский Центр. Ежегодно летом в Дубровнике проводятся международные фестивали.

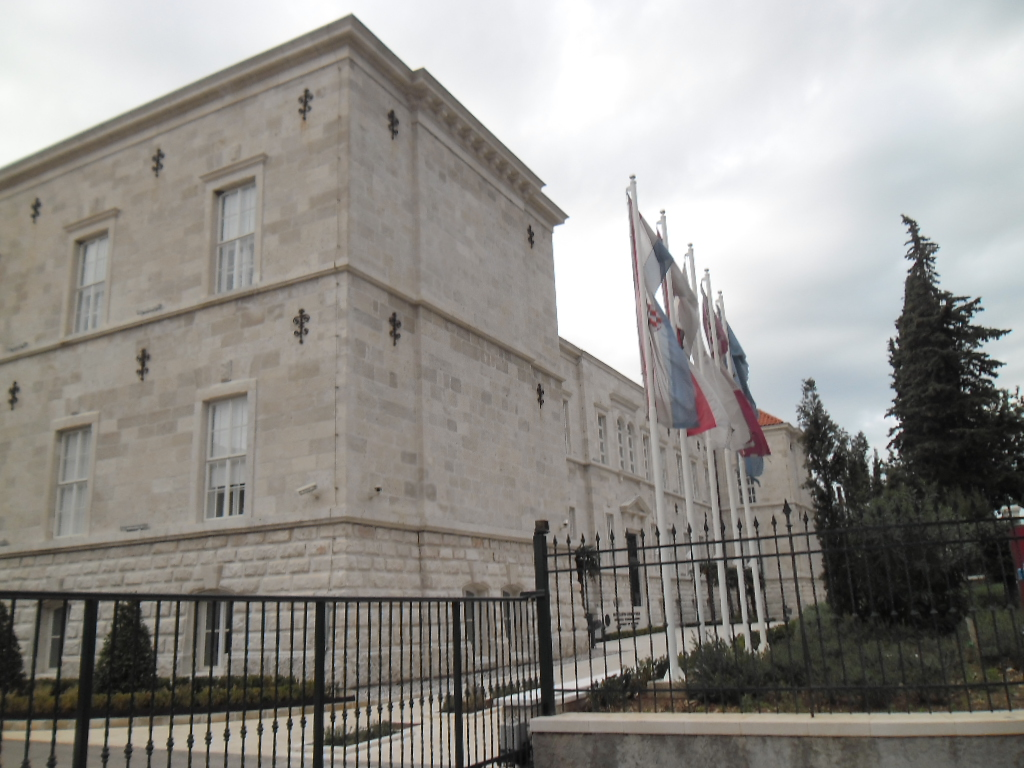
Дубровницкий университет

Возникновение дубровницкой литературы на латинском и итальянском языках относится к периоду Возрождения, связанного с деятельностью на Далматинском побережье итальянских гуманистов XIV века. Далматинско-дубровницкая поэзия и общественно-историческая мысль стала в этом регионе высшим проявлением ренессансной культуры. Широкое распространение получает классическое образование в городских школах, в которых преподают многие представители итальянского гуманизма. К примеру, Илия Цриевич не был славянским по духу поэтом, в «Оде Рагузе» он подчёркивает древнеримские корни Дубровника. Латынь он рассматривает как исконный далматинский язык, отрицательно относясь к «народной речи» как к «скифской». «Славянская идея» находит своё наивысшее выражение на исходе эпохи Возрождения в сочинении дубровницкого монаха Мавро Орбини — «Царство славян» издано в 1601 г. Это обобщение всего материала о славянстве, имевшегося в средневеково-ренессансном гуманитарном знании, апология славянства, в которой говорится о его единстве, общем этногенезе и былом величии. Отсчёт «великих славян» Орбини начинает с Александра Македонского. Тем самым он стремится объединить «северные» истоки славянства с теорией иллиризма.
Имеется Университет Дубровника и Епархия Дубровника. В 12 км от Дубровника в городке Трстено расположен великолепный дендрарий — Арборетум Трстено, основанный в 1492 г. В бухте Дубровника находится небольшой лесистый остров Локрум с отличными пляжами. В туристический сезон туда каждый час ходят катера из дубровникской гавани. С 1278 года действует архив Дубровника. Начиная с 1950 года, в городе проходит «Летний фестиваль в Дубровнике», посвященный классической музыке, театру, опере и балету.

## Архитектура

### Градостроительство

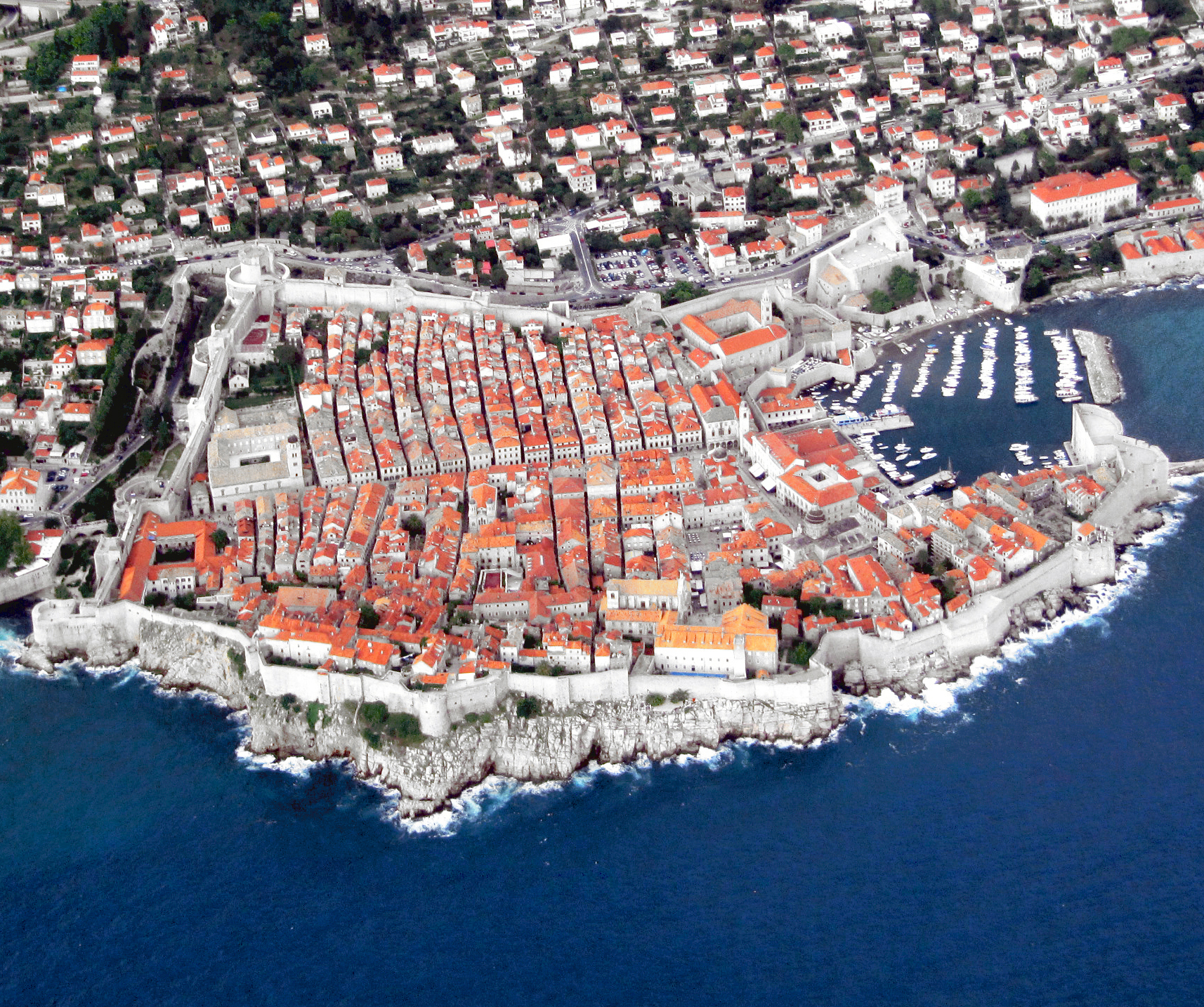
Старый город сверху

В годы кодификации Устава (1272) были разработаны планы застройки жилыми домами квартала Приеко. Закон приписывал точную ширину улиц, размеры кварталов, сооружение систем канализирования и других мероприятий, которые по сей день входят в систему планирования городов.
Площадь, занимаемая городом, была жёстко ограничена и остаётся неизменной начиная с 1272 года. Исключение составляют церковь и доминиканский монастырь, заключённые в городские стены в 1310 году.
После пожара 1296 года Уставом было принято ограничить строительство домов из дерева и был окончательно разработан план застройки Дубровника. Начиная с XIV века город становится каменным комплексом и сохранил свой внешний вид до XXI века. Городские стены с крепостями и фортификацией строились в расчёте на новейшие и современные орудия. На протяжении веков стены укреплялись и дополнялись сооружениями, соответствующими новым достижениям военной техники и архитектуры. Кроме фортификационных сооружений, Дубровник отличала сеть социальных учреждений — дома для престарелых, больницы, аптеки, приюты и карантинная служба.
В 1436 году из Италии был приглашён Онофрио делла Кава для проектирования и постройки акведука, подающего воду из источников. Акведук тянется на 11,7 км, имея уклон всего 20 метров на всю длину. Он проходит от родника Врело до резервуара Мельницы.

### Новый город
- Форт Ловриенац

### Старый город
В архитектурном отношении Дубровник делится на две неравные части: так называемые Старый и Новый город. Историческое ядро города, Старый город, расположенный в пределах массивной оборонительной стены, сформировал свой облик в XVII в. Старый город представляет собой хорошо сохранившийся образец средневекового средиземноморского города. Новый город, несмотря на наличие некоторых древних построек, по большей части застраивался в конце XIX — начале XX вв, а потому в нём преобладает современная, как правило, малоэтажная архитектура.
- Страдун — центральная улица Старого города. Любимое место прогулок туристов и жителей города.
- Княжеский дворец — ранее являлся резиденцией городских правителей, сейчас здесь расположен музей.
- Городские стены. По городским стенам можно обойти старый город по периметру (приблизительно 2 км). Со стен открываются великолепные виды на город, море и городскую гавань.
- Ворота Пиле (XVI век). Центральный вход в Старый город.
- Францисканский монастырь (XIV век). Расположен при входе в город возле ворот Пиле. Великолепный внутренний двор. Монастырская аптека, открытая для туристов. На площади рядом с монастырём — Большой фонтан Онофрио (XV век), архитектор Онофрио делла Кава.
- Площадь Ложа. Главная городская площадь, расположенная на противоположной от ворот Пиле оконечности Страдуна. На площади находятся звонница с часами, Малый фонтан Онофрио, городская ратуша.
- Церковь св. Власия (XVIII век). Церковь во имя святого Власия — покровителя Дубровника расположена на той же площади Ложа. В алтаре церкви — позолоченная статуя святого из серебра — шедевр дубровникских ювелиров XV века.
- Дворец Спонца (1516 г.). Находится с левой стороны площади Ложа. Одно из красивейших зданий города. Сейчас в нём — городской архив.
- Городская гавань — старинная гавань, где и сейчас швартуются прогулочные катера и бесчисленные рыбацкие лодочки, прикрыта от моря фортом св. Ивана (XVI век). В форте внимание туристов привлекают два интереснейших музея — Музей мореплавания и Аквариум, где можно полюбоваться на обитателей Адриатического моря.
- Доминиканский монастырь (XIV—XVI век) — выполнял одновременно и защитную функцию, прикрывая гавань со стороны берега. Сейчас в нём музей.
- Кафедральный собор Вознесения Девы Марии (1667 г.) был построен после землетрясения на фундаменте древней базилики. В ризнице собора экспонируется уникальная коллекция драгоценностей и реликвий.
- Этнографический музей или музей Рупе расположен в здании бывшего городского зернохранилища (1543 г.)

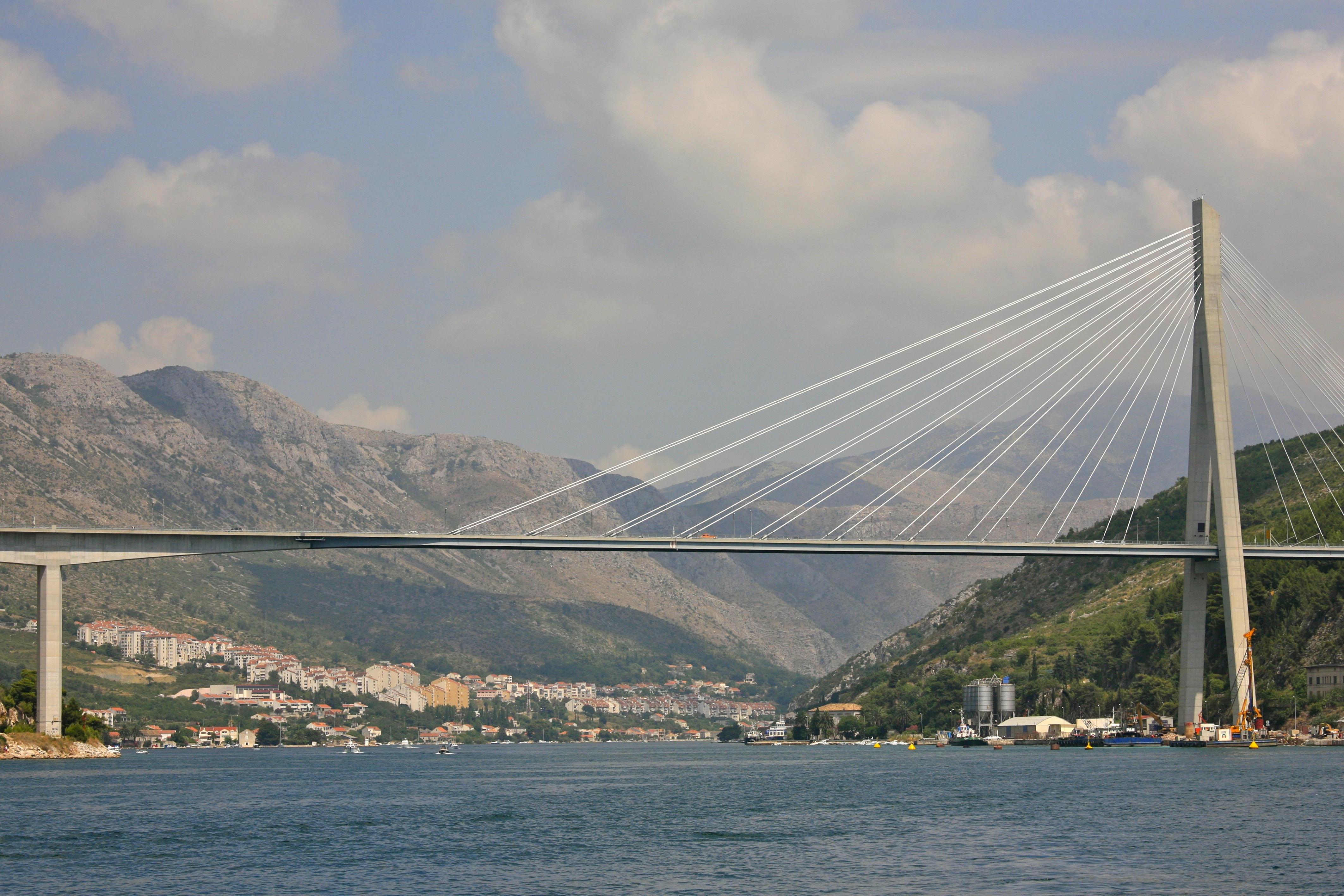
Мост Франьо Туджмана
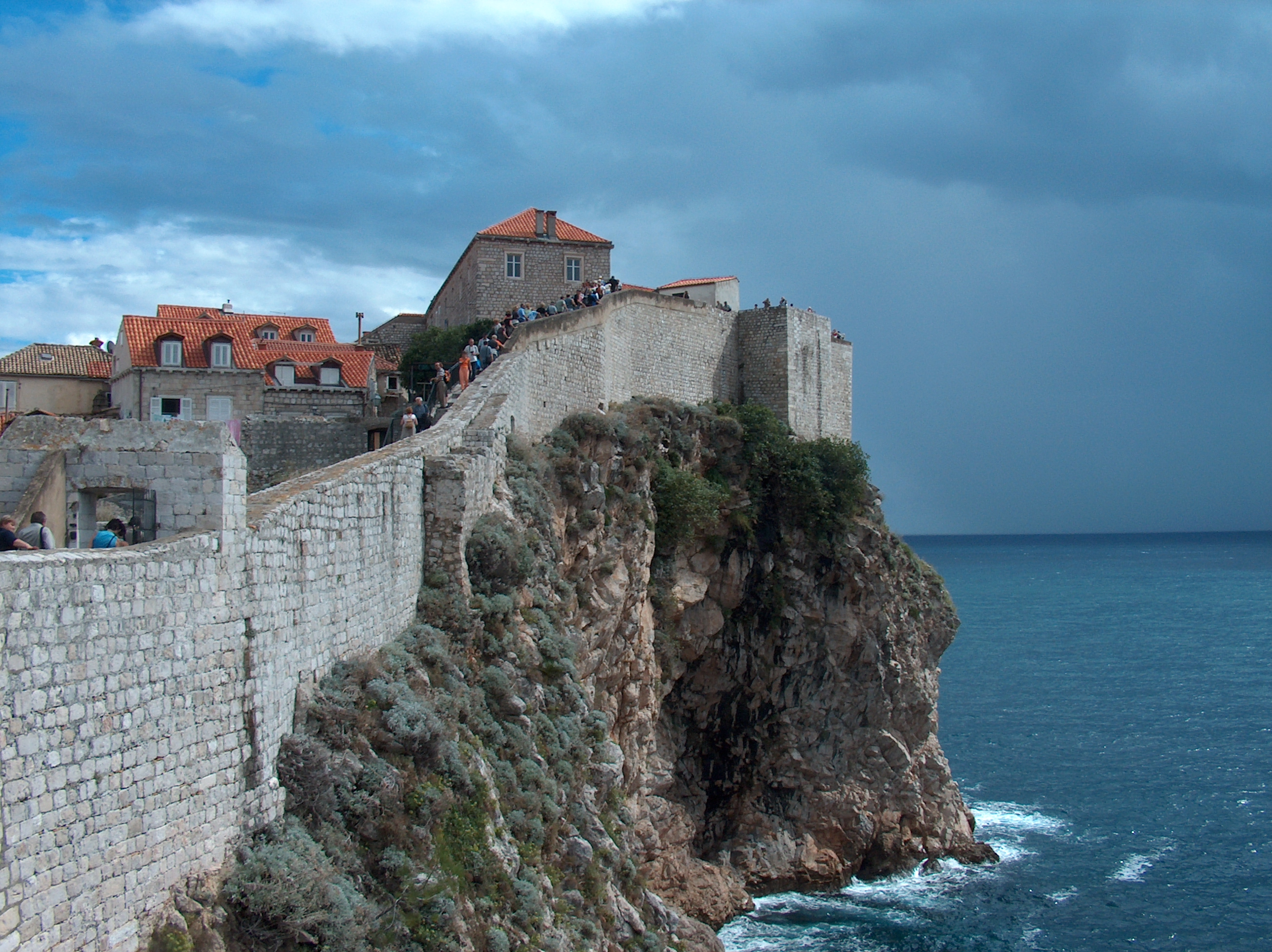
Крепостная стена
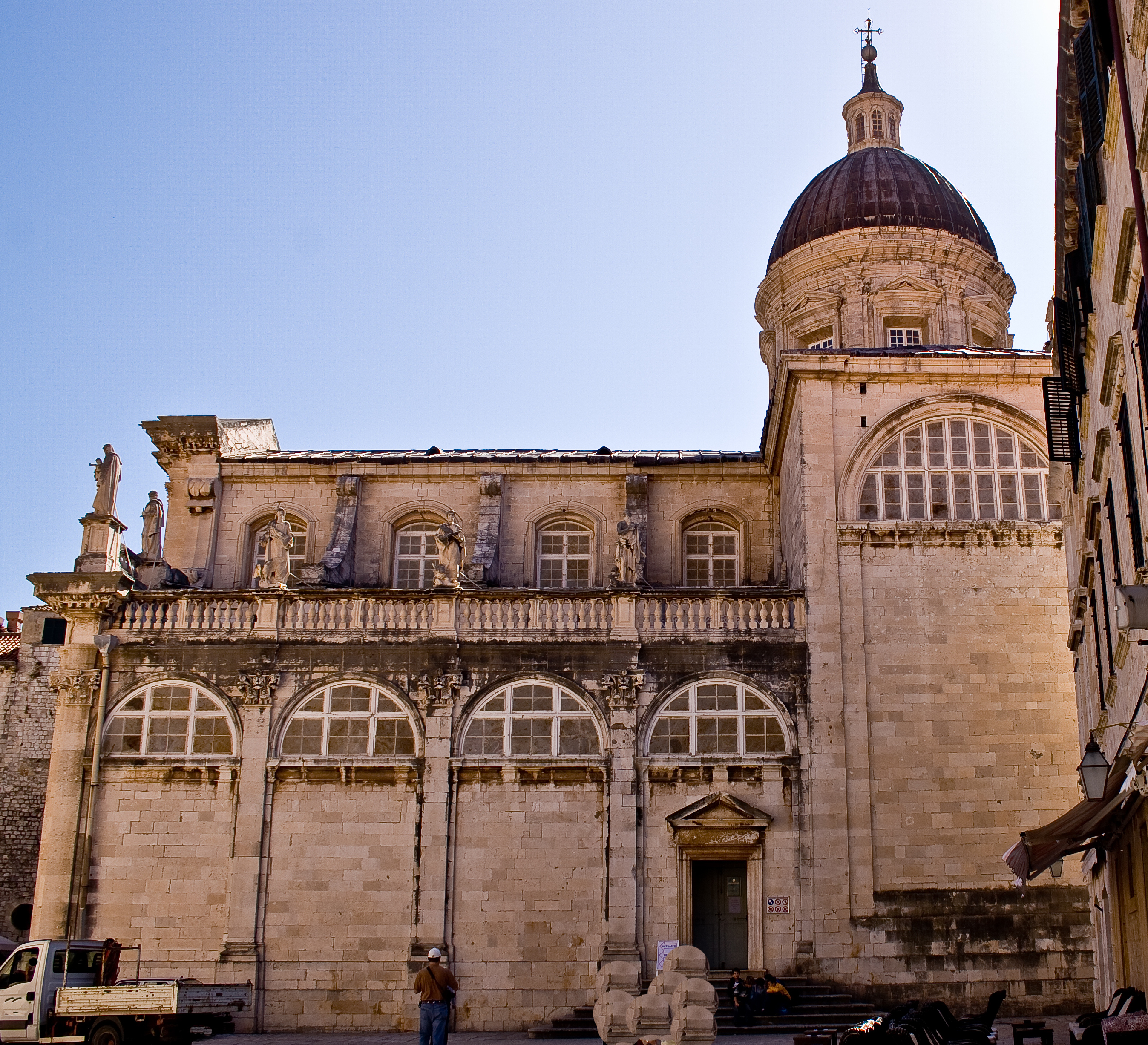
Собор Вознесения Девы Марии
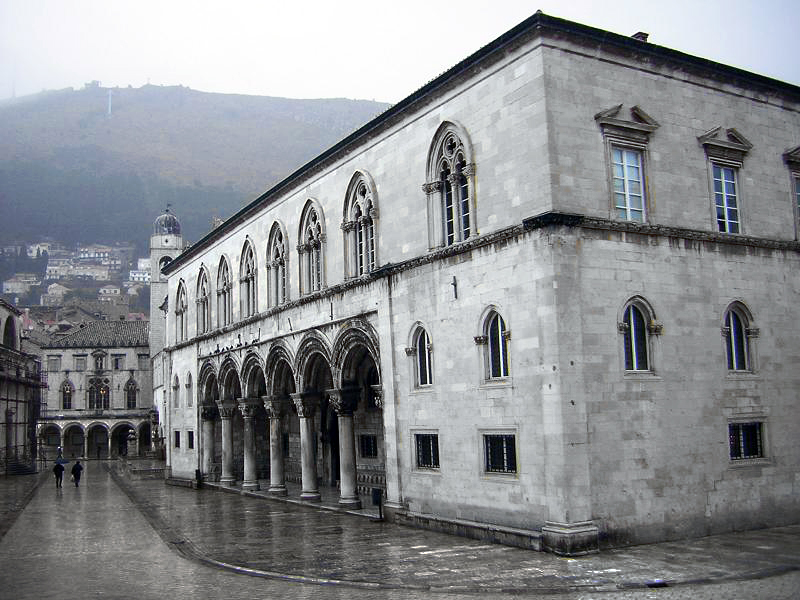
Княжеский дворец

## Города-побратимы
- Равенна, Италия (с 1969 года)[17].
- Грац, Австрия (с 1994 года)[17][18].
- Вуковар, Хорватия (с 1993 года)[17].
- Хельсингборг, Швеция (с 1996 года)[17].
- Рагуза, Италия (с 2000 года)[17].
- Бад-Хомбург, ФРГ (с 2002 года)[17].
- Монтерей, Калифорния, США (с 2007 года)[17].
- Сараево, Босния и Герцеговина (с 2007 года)[17].
- Рюэй-Мальмезон, Франция (с 2011 года)[17].
- Венеция, Италия (с 2012 года)[17].
- Ванкувер, США (с 2013 года)[19].

## Иностранные консульства
В Дубровнике расположены консульства следующих государств:
- Дания
- Нидерланды
- Австрия
- Великобритания